# Justin Sears
Justin Sears (Plainfield, 3 gennaio 1994) è un ex cestista statunitense.